# San Juan Predators
San Juan Predators – filipiński klub szachowy z San Juan, dwukrotny mistrz PCAP.

## Historia
Klub został założony w 2020 roku przez Michaela Angelo Chuę i zgłosił akces do pierwszego sezonu PCAP. W maju 2021 roku zawodnikiem klubu został Wiktor Moskalenko. Zespół zajął następnie drugie miejsce w konferencji Reinforced, po porażce w finale z Iloilo Kisela Knights, a także wygrał rozgrywki Open. W 2022 roku zespół wygrał konferencję All-Filipino, wygrywając finałowe spotkanie z Iloilo Kisela Knights. Skład drużyny stanowili wówczas m.in. Oliver Barbosa, Jan Jodilyn Fronda i Ricardo de Guzman. W 2023 roku klub zajął trzecie miejsce w konferencji Reinforced. Identyczne osiągnięcie zespół uzyskał rok później.

## Arcymistrzowie w historii klubu
- Oliver Barbosa[5]
- Rogelio Barcenilla[8]
- Wiktor Moskalenko[2]